# NGC 3608
NGC 3608 ist ein Elliptische Galaxie mit aktivem Galaxienkern vom Hubble-Typ E2 im Sternbild Löwe auf der Ekliptik. Sie ist schätzungsweise 52 Millionen Lichtjahre von der Milchstraße entfernt und hat einen Durchmesser von etwa 50.000 Lichtjahren. Gemeinsam mit NGC 3605 und NGC 3607 bildet sie das Galaxientrio Holm 240. Zusammen mit elf weiteren Galaxien gilt sie als Mitglied der NGC 3686-Gruppe (LGG 237).
Das Objekt wurde am 14. März 1784 von Wilhelm Herschel entdeckt.